# Compuesto de dos grandes icosidodecaedros retrorromos
El compuesto de dos grandes icosidodecaedros retrorromos es un compuesto poliedro uniforme. Está compuesto por los 2 enantiómeros del gran icosidodecaedro retrorromo. 